# Цегів
Це́гів — село в Луцькому районі, Волинської області. Входить до складу Мар'янівської селищної громади. Населення становить 900 осіб.

## Географія
Село розташоване на лівому березі річки Липи. Цегів межує з селищем Мар'янівка.

## Історія
У 1906 році село Бранської волості Володимир-Волинського повіту Волинської губернії. Відстань від повітового міста 60 верст, від волості 7. Дворів 90, мешканців 735.
До 2018 року було центром Цегівської сільської ради.

## Населення
Згідно з переписом УРСР 1989 року чисельність наявного населення села становила 1050 осіб, з яких 480 чоловіків та 570 жінок.
За переписом населення України 2001 року в селі мешкали 972 особи.

### Мова
Розподіл населення за рідною мовою за даними перепису 2001 року:
| Мова       | Відсоток |
| ---------- | -------- |
| українська | 99,79 %  |
| інші       | 0,21 %   |